# Solotyj Potik
Solotyj Potik (ukrainisch Золотий Потік; russisch Золотой Поток [zalatoj patok], polnisch Potok Złoty [potok zl(ų)oty], etwa „Goldener Bach“) ist eine Siedlung städtischen Typs im Rajon Tschortkiw der Oblast Ternopil im Westen der Ukraine mit etwa 2500 Einwohnern (2012).
Der Ort liegt etwa 90 Kilometer südwestlich der Oblasthauptstadt Ternopil und 18 Kilometer südlich der ehemaligen Rajonshauptstadt Butschatsch am Fluss Solota.

## Geschichte

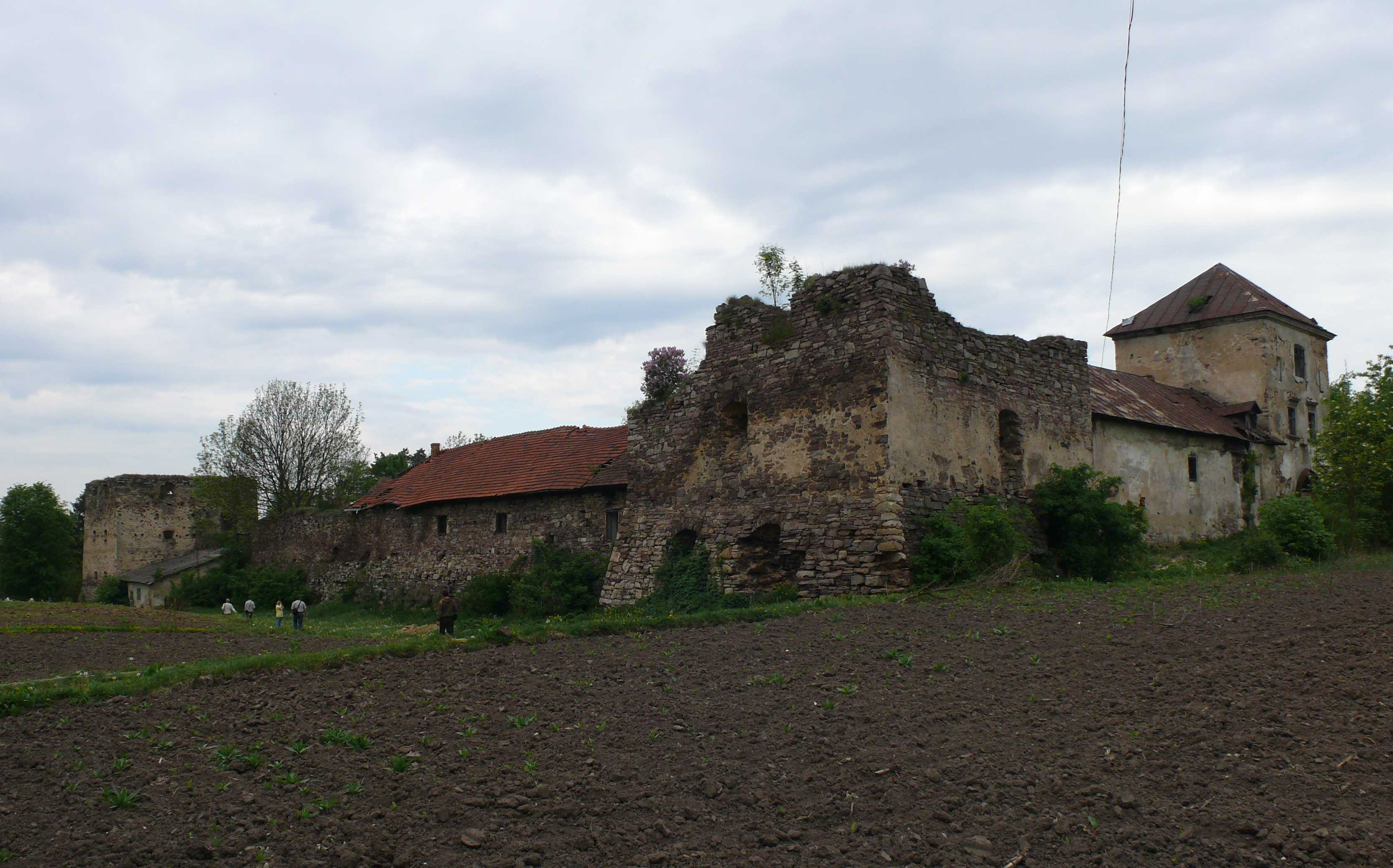
Ruine der Burg Solotyj Potik

Der Ort wurde 1388 zum ersten Mal schriftlich erwähnt und erhielt 1601 das Magdeburger Stadtrecht. Er lag zunächst in der Adelsrepublik Polen-Litauen, Woiwodschaft Ruthenien und kam 1772 als Potok (später mit Namenszusatz Złoty) zum damaligen österreichischen Kronland Königreich Galizien und Lodomerien (bis 1918 im Bezirk Buczacz), 1880 wurde im Ort ein Bezirksgericht eingerichtet.
Nach dem Zusammenbruch der Donaumonarchie am Ende des Ersten Weltkriegs im November 1918 war die Stadt kurzzeitig Teil der Westukrainischen Volksrepublik. Im Polnisch-Ukrainischen Krieg besetzte Polen im Juli 1919 auch die letzten Teile der Westukrainischen Volksrepublik. Am 21. November 1919 sprach der Hohe Rat der Pariser Friedenskonferenz für eine Zeitdauer von 25 Jahren Ostgalizien Polen zu.
Nach dem Ende des Ersten Weltkrieges kam der Ort zur Polnischen Republik (in die Woiwodschaft Tarnopol, Powiat Buczacz, Gmina Potok Złoty), wurde im Zweiten Weltkrieg 1939 bis 1941 von der Sowjetunion und dann bis 1944 von Deutschland besetzt und hier in den Distrikt Galizien eingegliedert.
Im Januar 1940 wurde der Ort zur Rajonshauptstadt des Rajons Solotyj Potik bestimmt, dieser bestand bis zu seiner Auflösung im Jahre 1962.
Nach dem Ende des Zweiten Weltkrieges wurde der Ort der Sowjetunion zugeschlagen, dort kam das Dorf zur Ukrainischen SSR und ist seit 1991 ein Teil der heutigen Ukraine. 1984 wurde dem nunmehr Solotoi Potok/Solotyj Potik genannten Ort der Status einer Siedlung städtischen Typs verliehen.

## Verwaltungsgliederung
Am 29. Juli 2015 wurde die Siedlung zum Zentrum der neugegründeten Siedlungsgemeinde Solotyj Potik (Золотопотіцька селищна громада Solotopotizka selyschtschna hromada). Zu dieser zählten auch noch die 10 in der untenstehenden Tabelle aufgelisteten Dörfer, bis dahin bildete sie zusammen mit dem Dorf Rublyn die gleichnamige Siedlungsratsgemeinde Solotyj Potik (Золотопотіцька селищна рада/Solotopotizka selyschtschna rada) im Süden des Rajons Butschatsch.
Am 12. Juni 2020 kamen noch die 4 Dörfer Kosmyryn, Mlynky, Nabereschne und Stinka zum Gemeindegebiet.
Seit dem 17. Juli 2020 ist sie ein Teil des Rajons Tschortkiw.
Folgende Orte sind neben dem Hauptort Solotyj Potik Teil der Gemeinde:
| Name                     | Name        | Name                       | Name        | Name |
| ukrainisch transkribiert | ukrainisch  | russisch                   | polnisch    |      |
| ------------------------ | ----------- | -------------------------- | ----------- | ---- |
| Hubyn                    | Губин       | Губин (Gubin)              | Hubin       |      |
| Kosmyryn                 | Космирин    | Космирин (Kosmirin)        | Kośmierzyn  |      |
| Kostilnyky               | Костільники | Костыльники (Kostylniki)   | Kościelniki |      |
| Mlynky                   | Млинки      | Млинки (Mlinki)            | Młynki      |      |
| Mykolajiwka              | Миколаївка  | Николаевка (Nikolajewka)   | Mikołajówka |      |
| Nabereschne              | Набережне   | Набережное (Nabereschnoje) | Powyje      |      |
| Rublyn                   | Рублин      | Рублин (Rublin)            | Rublin      |      |
| Russyliw                 | Русилів     | Русилов (Russilow)         | Rusiłów     |      |
| Skomorochy               | Скоморохи   | Скоморохи (Skomorochi)     | Skomorochy  |      |
| Snowydiw                 | Сновидів    | Сновидов (Snowidow)        | Snowidów    |      |
| Sokilez                  | Сокілець    | Соколец (Sokolez)          | Sokulec     |      |
| Sokoliw                  | Соколів     | Соколов (Sokolow)          | Sokołów     |      |
| Stinka                   | Стінка      | Стенка (Stenka)            | Ścianka     |      |
| Wosyliw                  | Возилів     | Возилов (Wosilow)          | Woziłów     |      |

## Bauwerke
- Burg Solotyj Potik
- St. Stephanus Kirche (römisch-katholisch)
- Heilig-Kreuz-Kirche (Ukrainische griechisch-katholische)
- Schloss Solotyj Potik

## Söhne und Töchter der Ort
- Oleksandra Sserbenska (* 1929), Filolog
- Walerij Wandjak (* 1961), Leichtathlet, Meister der Sommer-Universiade in Zagreb (1987)[7]